# 상하이현

상하이시 지도에 표시된 옛 상하이현의 위치

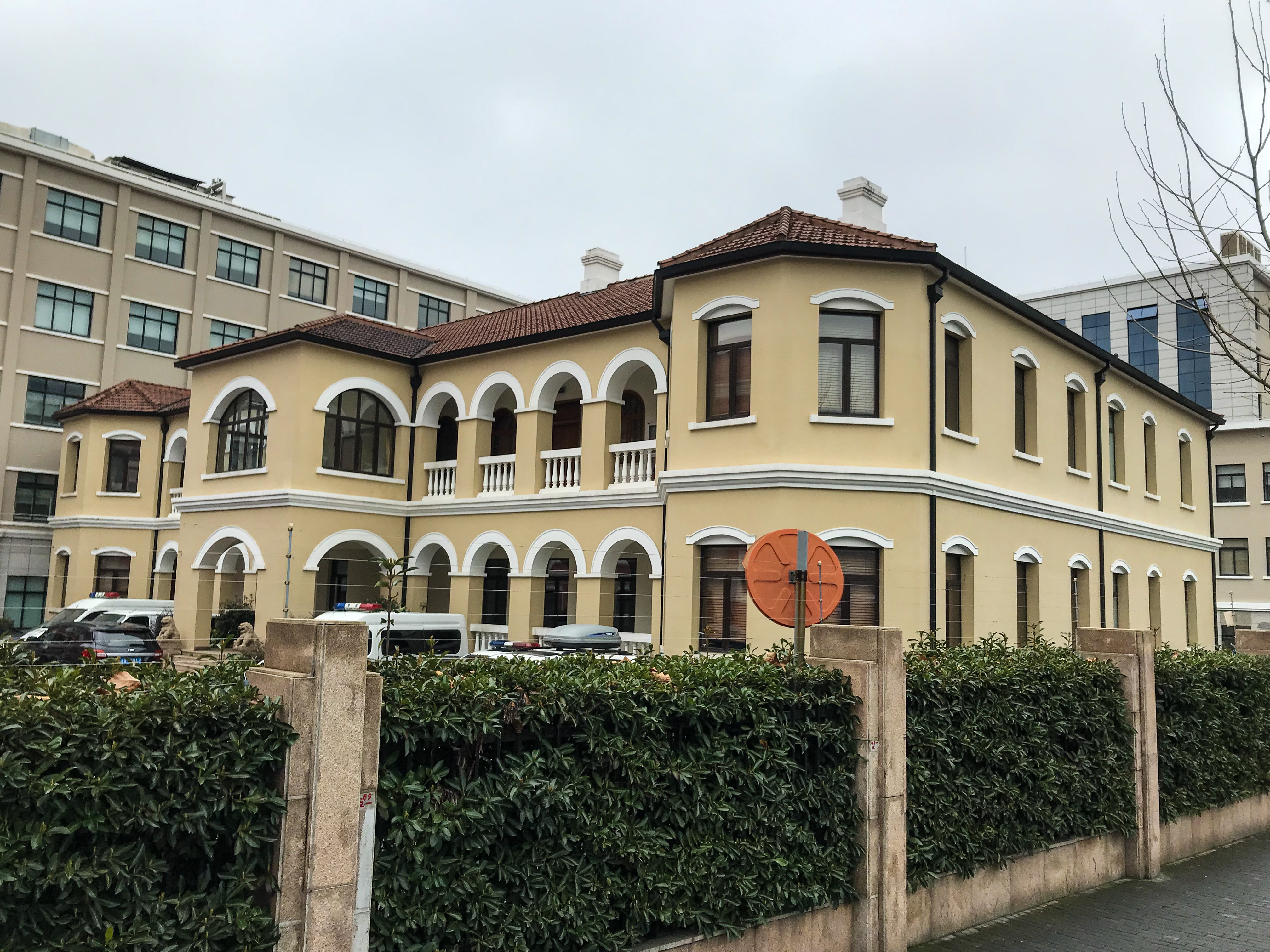
1915년부터 1933년까지 사용된 상하이현청 청사

상하이현(중국어 간체자: 上海县, 정체자: 上海縣, 병음: Shànghǎi Xiàn, 한자음: 상해현)은 현재의 중국 상하이시에 있던 옛 현이다. 1292년에 처음 등장했고 1992년에 최종적으로 폐지되었다. 상하이현은 역사적으로 장쑤성(江蘇省) 쑹장부(松江府)에 속해 있다가 나중에 상하이시에서 관할하는 현이 되었다. 상하이현은 원래 상하이시와 주변 지역을 관할하던 행정 구역이었으나 상하이특별시, 직할시 설치와 함께 관할 구역이 점차 축소되었다. 폐지되기 이전까지는 상하이시 서부·남서부에 위치하고 있었는데 상하이시 남서부를 초승달 모양으로 둘러싸고 있었기 때문에 상하이시 남서부의 관문 역할을 했다.
폐지되기 이전까지의 상하이현은 푸시(浦西)와 푸둥(浦東)으로 나뉘었는데 동쪽으로는 창닝구(長寧區), 쉬후이구(徐匯區), 촨사현(川沙縣), 난후이현(南匯縣), 남쪽으로는 민항구(閔行區), 펑셴현(奉賢縣), 서쪽으로는 칭푸현(靑浦縣), 쑹장현(松江縣), 북쪽으로는 자딩현(嘉定縣), 푸퉈구(普陀區)와 접하고 있었다. 폐지 당시의 면적은 360.18km2이었고 인구는 398,400명이었다. 상하이현 인민정부 청사는 신좡진 선젠루 201호(莘莊鎭 莘建路 201號)에 있었다.

## 역사
1290년(원나라 지원 27년)에 송강부지부(松江府知府)를 역임했던 여진 출신 지방관인 복산한문(僕散翰文)이 "송강부 화정현(松江府 華亭縣)은 땅이 넓고 사람들이 많아서 관리하기 어렵다."면서 원나라 쿠빌라이 칸의 조정에 상해현(上海縣)을 화정현에서 분리하여 설치해 줄 것을 요청했다. 1291년 8월 19일(원나라 지원 28년 7월 24일)에는 원나라 조정이 상해현 설치를 승인했다. 1292년(원나라 지원 29년) 봄에 화정현 북동쪽 경계에 있던 장인(長人), 고창(高昌), 북정(北亭), 신강(新江), 해우(海隅) 5현(縣) 26보(保)를 관할하는 상해현이 신설되었다. 1292년 8월 6일(원나라 지원 29년 윤6월 22일)에는 주부(主簿) 치장사(郗將士)가 상해현의 사무를 담당했고 1294년(원나라 지원 31년)에는 주여즙(周汝楫)이 현윤(縣尹)으로 부임했다.
1845년 이후에 영국, 프랑스, 미국 등이 상하이 공공 조계를 열면서 상해현의 실질적인 관할 구역이 축소되었다. 1911년까지 상해현이 실제로 관할했던 구역은 현성(縣城), 갑북(閘北), 남시(南市), 서회(徐匯)였는데 현재의 양푸구(楊浦) 중부·북부, 창닝구(長寧) 서부, 푸둥 신구(浦東) 서부 황푸강변 부분, 민항구(閔行) 서부 교외 지역에 해당한다.
1927년에 상하이를 장악한 국민당의 북벌 군대는 상하이 전역에 효율적인 중국 국민정부의 행정 기구를 설치하기 위하여 상하이특별시(上海特別市)를 설립했고 특별시 정부 소재지를 상하이 구 시가지에서 쉬자후이(徐家匯) 지역으로 옮겼다. 1930년에는 상하이현이 상하이특별시와 동등한 행정 구역이 되었는데 현치(縣治) 기능은 민항으로 옮겨져 장쑤성 관할 구역이 되었다. 상하이현은 중일 전쟁이 한창이던 1939년 3월 17일에 폐지되었다가 1945년 8월 17일에 다시 설치되었다.
1958년에는 장쑤성 쑹장 전구(松江專區)에 소속되어 있던 각 현(상하이현 포함)이 상하이시에 편입되었다. 1958년 8월에는 주디(諸翟), 바오베이(寶北), 바오난(寶南), 신좡(莘莊), 주싱(朱行), 시자오(西郊) 6개 향(鄕)·치바오진(七寶) 전체 지역, 훙차오(虹橋), 화춘(華村), 상중(上中), 화차오(華漕) 4개 향(鄕) 일부 지역이 상하이현에 편입되었다. 1958년 10월부터 11월 사이에는 자딩현 지왕향(嘉定縣 紀王鄕)의 우쑹강(吳淞江) 이남에 위치한 5개 고급 농업 생산 합작사 소유 구역, 쉬후이구의 룽화(龍華), 차오허징(漕河涇) 2개 진(鎭)과 창닝구 베이신징진(北新涇)이 상하이현에 편입되었다. 1959년에는 당시 상하이현에서 공업 및 도시 지역을 민항구(閔行), 즉 민항 위성 도시로 여겼다. 1964년에 민항구가 폐지되고 쉬후이구에 편입되었다가 1981년에 민항구가 다시 신설되었다.
1981년에는 베이신징 1개 진(鎭)·신징(新涇), 훙차오(虹橋) 2개 공사(公社) 일부 지역 0.45km2가 창닝구에 편입되었고 1982년에는 차오싱(曺行), 탕완(塘灣), 베이차오(北橋), 마차오(馬橋) 4개 공사, 15개 대대(大隊) 29,92km2가 민항구에 각각 편입되었다. 1984년 9월에는 상하이현 차오허징, 룽화, 베이신징 3개 진·룽화(龍華), 메이룽(梅隴), 훙차오(虹橋), 신징(新涇), 베이차오(北橋) 5개 향 177개 생산대(生産隊) 49.98km2가 상하이시에 편입되었다.
1986년에는 상하이현 훙차오향의 일부 토지에서 훙차오 경제 기술 개발구(虹橋經濟技術開發區)가 신설되었는데 현재는 창닝구 훙차오 가도(虹橋街道)에 속한다. 1988년에는 상하이현 훙차오향의 일부 토지에서 차오허징 신흥기술개발구(漕河涇新興技術開發區)가 신설되었는데 현재는 차오허징 가도(漕河涇街道)의 대부분, 훙메이루 가도(虹梅路街道) 전체 지역에 속한다. 1992년 9월 26일에 중화인민공화국 국무원의 비준을 통해 상하이현과 민항구가 폐지되었고 새로운 민항구(閔行區)가 신설되었다.

## 행정 구역
상하이현은 1992년에 폐지되던 당시에 3개 진, 14개 향을 관할했다.
- 3개 진(鎭): 신좡진(莘莊鎭), 좐차오진(顓橋鎭), 치바오진(七寶鎭)
- 14개 향(鄕): 지왕향(紀王鄕), 주디향(諸翟鄕), 화차오향(華漕鄕), 훙차오향(虹橋鄕), 메이룽향(梅隴鄕), 신장향(莘莊鄕), 차오싱향(曹行鄕), 마차오향(馬橋鄕), 탕완향(塘灣鄕), 베이차오향(北橋鄕), 싼린향(三林鄕), 두싱향(杜行鄕), 천싱향(陳行鄕), 루후이향(魯匯鄕)

## 소속 행정 구역의 변천 과정
- 원나라 강절행성 송강부(江浙行省 松江府)
- 명나라 남직예 송강부(南直隸 松江府)
- 청나라 강남성 송강부(江南省 松江府) → 강소성 송강부(江蘇省 松江府)
- 중화민국 장쑤성(江蘇省) → 상하이특별시(上海特別市)
- 중화인민공화국 화둥 대행정구 쑤난 행정구(華東大行政區 蘇南 行政區) 상하이직할시(上海直轄市) → 장쑤성 쑹장 전구(江蘇省 松江專區) 상하이직할시(上海直轄市) → 상하이직할시(上海直轄市)